# Walter Oswald
Walter Oswald (* 8. Oktober 1955 in Linz) ist ein ehemaliger deutscher Fußballspieler. Der Mittelfeld- und Abwehrspieler hat in der Fußball-Bundesliga bei den Vereinen FC St. Pauli (34/2) und VfL Bochum (353/24) von 1977 bis 1991 insgesamt 387 Ligaspiele absolviert und 26 Tore erzielt.

## Laufbahn

### Gütersloh und St. Pauli, bis 1978
Oswald, er war mit seinen Eltern mit vier Jahren nach Gütersloh gekommen, durchlief die Jugendabteilung der DJK Gütersloh und wurde bei den Ostwestfalen aus der Bücher- und Waschmaschinenstadt bereits in der Saison 1973/74 in der zweitklassigen Fußball-Regionalliga West zum Einsatz gebracht. Das Talent debütierte am 7. Oktober 1973, einen Tag vor seinem 18. Geburtstag, in der Regionalliga West. Bei einem 4:0-Heimerfolg gegen den 1. FC Mülheim stürmte der Nachwuchsspieler noch auf der Mittelstürmerposition und erzielte bei seinem Debüt einen Treffer. An der Seite von Mitspielern wie Karl-Heinz Granitza, Ulrich Braun, Heribert Bruchhagen, Ulrich Granzow und Gerd Roggensack bestritt er 22 Ligaspiele und erzielte drei Tore beim Erreichen des 9. Ranges. Die „Blauen“ waren damit für die ab 1974/75 in zwei Staffeln startende 2. Bundesliga qualifiziert. Das von Möbelfabrikant Willy Stickling finanziell getragene Team von Trainer Rudi Schlott belegte in der Debütrunde der 2. Bundesliga, 1974/75, den 14. Rang. Oswald gehörte mit 34 Einsätzen und fünf Toren an der Seite der Neuzugänge Wolfgang Rummenigge, Heinz Rudloff und Eduard Angele bereits zu den Leistungsträgern der Mannschaft aus dem Heidewaldstadion. In der zweiten Saison in der 2. Bundesliga, 1975/76, verhinderte auch der Trainerwechsel von Schlott hin zu Karl-Heinz Feldkamp im Dezember 1975 nicht den Abstieg in das Amateurlager. Am letzten Rundenspieltag, den 12. Juni 1976, bei einem 4:4-Heimremis gegen den FC St. Pauli, verabschiedete sich Oswald nach insgesamt 72 Spielen in der 2. Bundesliga (9 Tore) mit dem Ausgleichstreffer zum 4:4 von der DJK. Er unterschrieb zur Saison 1976/77 bei den braun-weißen Kiezkickern einen Vertrag und verblieb damit weiterhin in der 2. Bundesliga.
Neben Oswald hatte sich das Team von Trainer Diethelm Ferner auch noch mit Torhüter Jürgen Rynio sowie Walter Frosch, Niels Tune Hansen und Manfred Mannebach verstärkt. Der Start ging am 14. August 1976 mit 0:1 beim Wuppertaler SV zwar verloren, aber die Elf vom Millerntor spielte eine überragende Runde, darunter eine Serie mit 27 ungeschlagenen Spielen, und wurde mit vier Punkten Vorsprung gegenüber Arminia Bielefeld Meister und stieg damit in die Bundesliga auf. Mit 33:5 Heimpunkten wurde die Grundlage des Erfolgs gelegt und Oswald gehörte neben Dietmar Demuth, Tune-Hansen und Torjäger Franz Gerber (27 Tore) zu den Spielern des Meisters, welche alle 38 Rundenspiele absolviert hatten. Für die Bundesligarunde 1977/78 verstärkte sich St. Pauli mit Rolf Blau, Horst Feilzer und Rudolf Sturz. Der Transfer des Angreifers Maik Galakos scheiterte dagegen und es wurden daher noch Klaus Beverungen, Stjepan Milardović und zur Rückrunde Klaus Winkler nachverpflichtet. Das Startspiel gewann die Elf um Oswald am 6. August 1977 mit 3:1 gegen Werder Bremen. Im Mittelfeld war die Ferner-Elf mit Oswald, Mannebach, Rolf Höfert und Blau, sowie im Angriff mit Gerber und Horst Neumann dabei aufgelaufen. Im Rundenverlauf wirkte sich aber der Abgang von Søren Skov sowie die verletzungsbedingten Ausfallzeiten von Gino Ferrin, Frosch und Mannebach spürbar negativ aus und St. Pauli konnte den angestrebten Klassenerhalt nicht verwirklichen. Oswald hatte in 34 Bundesligaspielen zwei Tore erzielt. Nach dem Abstieg unterschrieb er wie Mannschaftskamerad Blau beim Bundesligisten VfL Bochum zur Runde 1978/79 einen neuen Vertrag und kehrte damit in den Fußball-Westen zurück.

### Bochum, 1978 bis 1991
1978 ging er zum VfL Bochum und blieb dem Verein bis zu seinem Karriereende 1991 treu. Er debütierte am 12. August 1978 bei einem 2:0-Auswärtssieg beim 1. FC Nürnberg mit Bochum in der Bundesliga. Unter Trainer Heinz Höher bildete er dabei zusammen mit Hans-Jürgen Köper, Rolf Blau und Dieter Bast das VfL-Mittelfeld. Am Rundenende belegte sein neuer Verein den 8. Rang und „Ossi, der Schweiger“ hatte in 33 Ligaeinsätzen drei Tore erzielt. Der läuferisch und kämpferisch extrem engagierte defensive Mittelfeldarbeiter entwickelte sich dank seiner soliden Technik auch zu einem guten Aufbauspieler und Antreiber. Er wurde beim VfL Bochum zu einem wichtigen Leistungsträger. Dies galt unter allen Trainern, angefangen bei Heinz Höher, fortgesetzt über Helmuth Johannsen, Rolf Schafstall, Hermann Gerland, Franz-Josef Tenhagen und Reinhard Saftig.
Der Mittelfeld- und Abwehrspieler spielte 387 Mal in der Bundesliga und schoss 26 Tore. In der Zweiten Liga kam er auf 110 Spiele und 15 Tore. Sein größter Erfolg war das Erreichen des Pokalfinales im DFB-Pokal 1987/88 mit dem VfL Bochum.
Nach seiner Karriere arbeitete er als Speditionskaufmann in Bochum, war noch zwei Jahre als Amateurtrainer beim VfL im Einsatz und spielte später noch in der „rewirpower“-Traditionsmannschaft. Im VfL-Buch ist über Walter Oswald notiert: „Die schweigsame Legende, war für den Verein eine rundum goldene 'Investition'“.